# Geissflue (Rohr SO)
Die Geissflue ist ein 963 m ü. M. hoher Berg im Schweizer Jura nördlich von Rohr (SO) zwischen den Kantonen Basel-Landschaft, Solothurn und Aargau.

## Geographie
Über den Gipfel verläuft die Grenze der Kantone Basel-Landschaft und Solothurn. Auf dem nach Nordosten hin anschliessenden Geissfluegrat
639685 / 252575
liegt der mit einer Höhe von 908 m höchste Punkt des Kantons Aargau. Der Berg ist bewaldet und teilweise felsig (Jurakalk). Nördlich der Geissflue entspringt auf einer Höhe von 830 m die Ergolz (639286 / 252725).
Zu Fuss ist die Geissflue aus westlicher Richtung ab Naturfreundehaus Schafmatt, aus südlicher Richtung ab Klinik Barmelweid und aus östlicher Richtung ab Salhöhe gut erreichbar.
Grenzstein auf der Geissflue

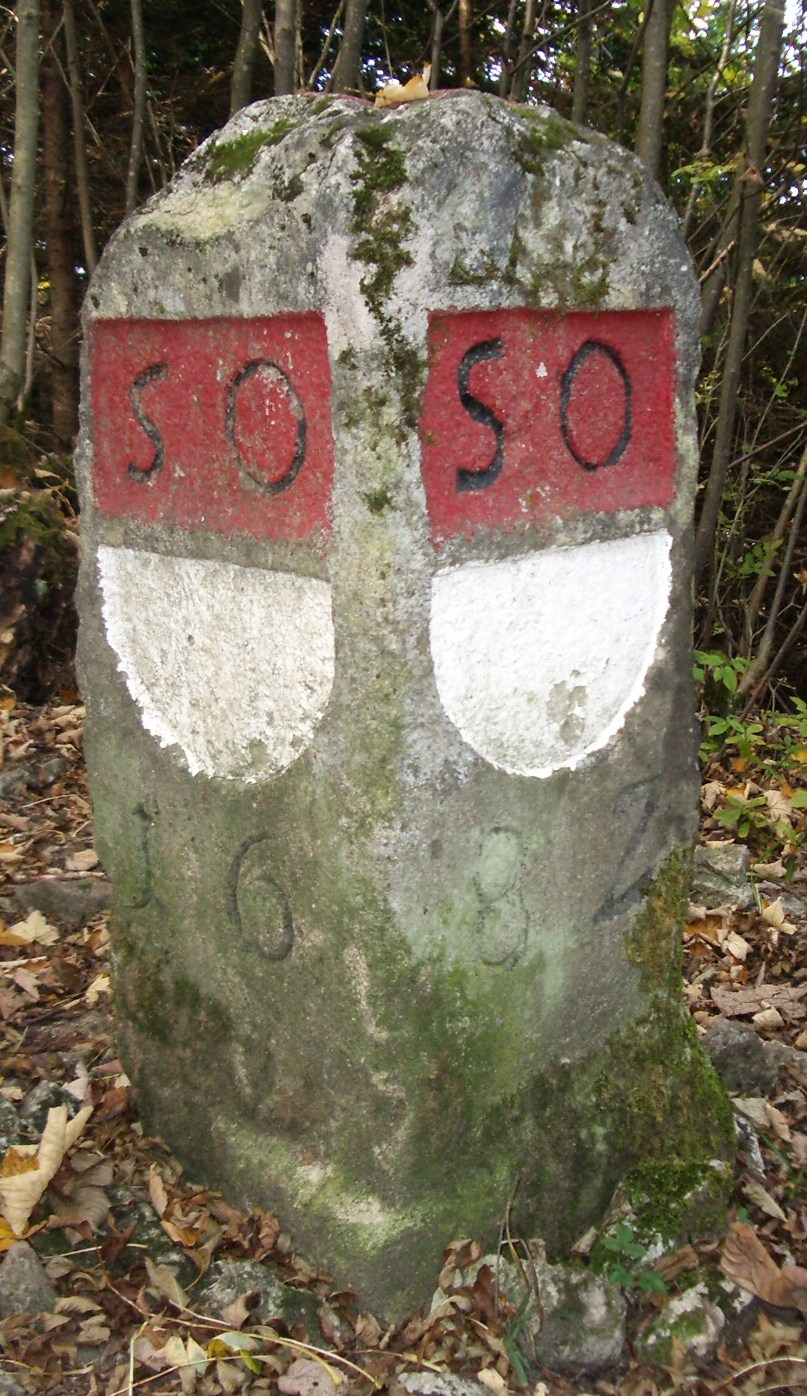
Mit Wappen von Solothurn
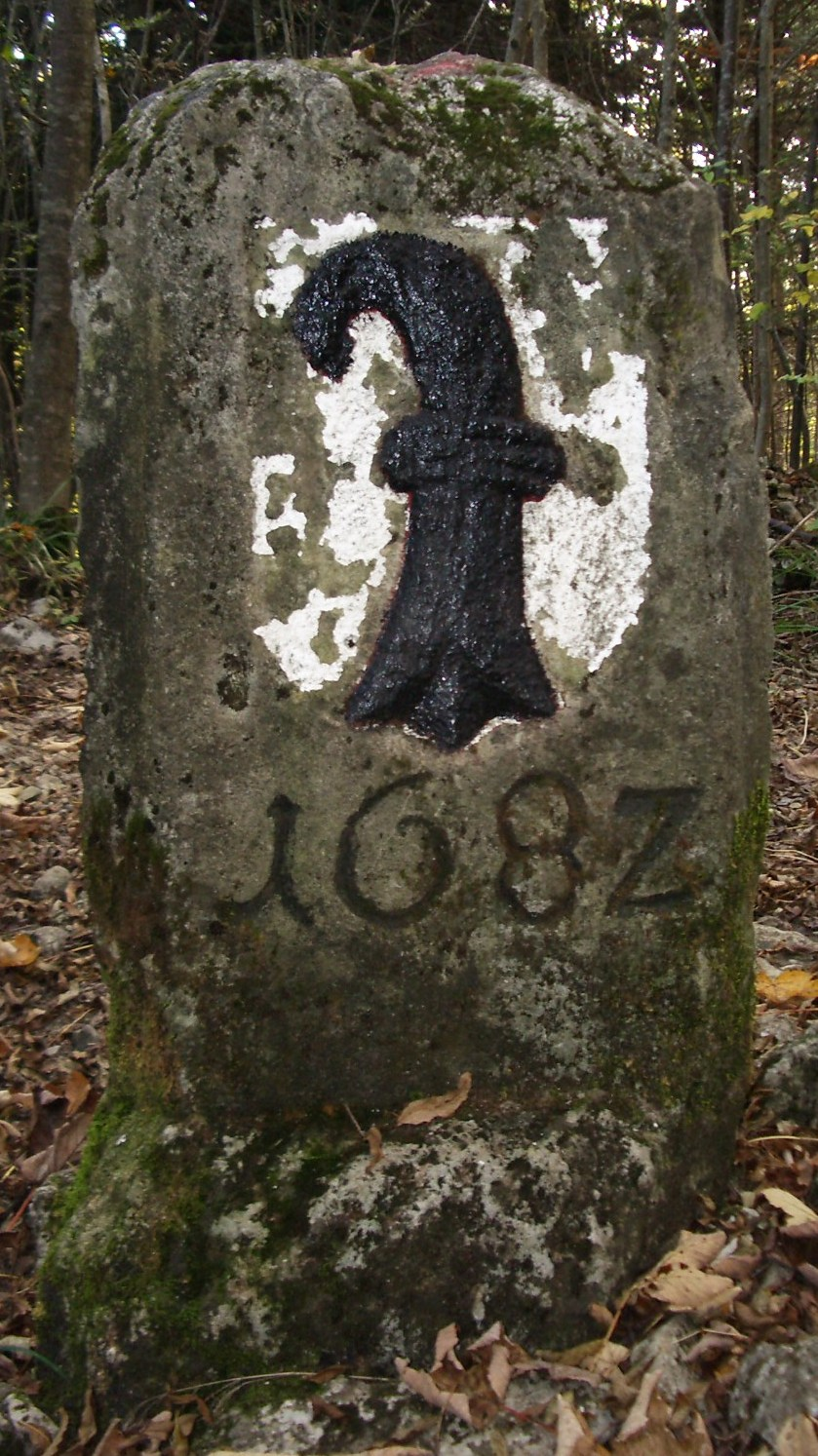
Mit Wappen von Basel
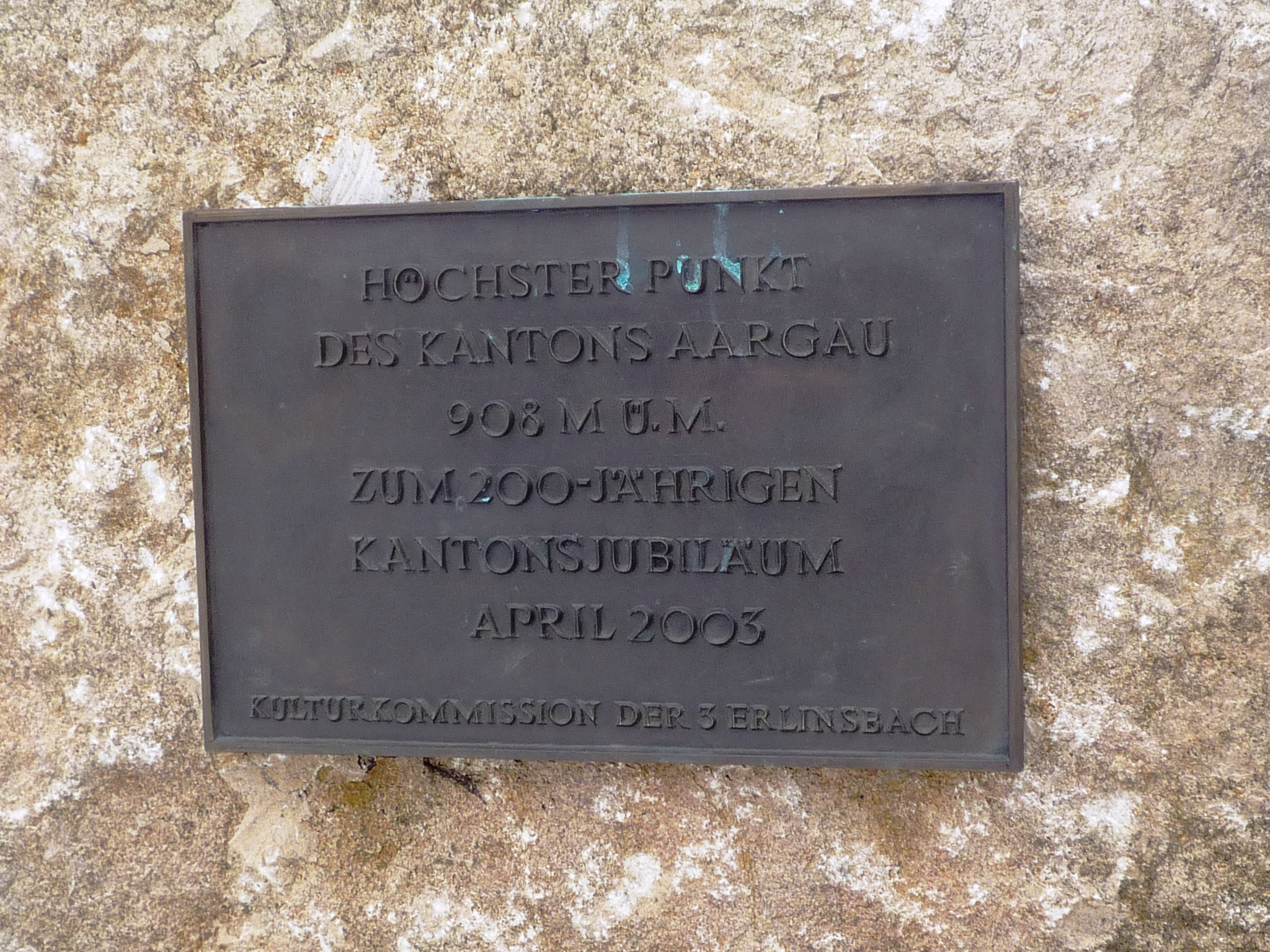
Tafel auf dem Geissfluegrat beim höchsten Punkt des Kantons Aargau